# (4691) Toyen
(4691) Toyen (1983 TU) – planetoida z pasa głównego asteroid okrążająca Słońce w ciągu 3,41 lat w średniej odległości 2,26 j.a. Odkryta 7 października 1983 roku.